# السعادة (مسلسل كوري جنوبي)
السعادة (بالكورية: 해피니스; رر: Haepiniseu)؛ هو مسلسل تلفزيوني كوري جنوبي، من بطولة هان هيو جو، بارك هيونغ سيك، جوو وو جين، عرض على قناة تي في إن ومنصة TVING الشقيقة لها، عرض المسلسل يومي الجمعة والسبت من 5 نوفمبر إلى 11 ديسمبر من عام 2021. كما أنه متاح على منصة iQIYI وعلى منصة VIU العالمية.
حققت الحلقة الأخيرة من المسلسل نسبة 4.1% بحوالي 1.1 مليون مشاهدة، وهي أعلى نسبة حققها المسلسل.

## القصة
إنها قصة مثيرة تدور أحداثها في وقت أصبحت فيه الأمراض المعدية هي الوضع الطبيعي الجديد.
في شقة مشيدة حديثاً في مدينة كبيرة حيث الطوابق العليا مخصصة للمبيعات العامة والطوابق السفلية مستأجرة، تصور الدراما المعركة النفسية الدقيقة والتمييز الطبقي الذي يحدث وتصل المدينة إلى الحضيض عندما تحل نهاية العالم على شكل نوع جديد من الأمراض المعدية التي يعاني فيها الناس من العطش بلا هوادة.

## بطولة

### طاقم رئيسي
- هان هيو جوو في دور يون ساي بوم.[13]

عضوة فريق شرطة، إنها صارمة وثابتة ولا تتزعزع بسهولة، إنها متحمسة للانتقال إلى شقتها الجديدة، ولكن بمجرد انتقالها إلى هناك تواجه أزمة بارك هيونغ سيك في دور جونغ يي هيون.
- بارك هيونغ سيك في دور جونغ يي هيون.[14]

محقق ذكي وصادق يحمل منذ فترة طويلة مشاعر رومانسية لـساي بوم، لقد تخرجوا من نفس المدرسة الثانوية، يكافح من أجل حماية ساي بوم والآخرين.
- جو وو جين بدور هان تاي سوك.[15]

ضابط برتبة مقدم وينتمي لقيادة الخدمات الصحية، إنه يحمل مفتاح تفشي الأمراض المعدية.

### أدوار داعمة
- بايك هيون جين بدور أوه جو هيونغ، طبيب أمراض جلدية.[16]
- هان دا سول في دور بو رام، موظفة في سوق[17]
- لي جي ها في دوؤ جو جي هي.[18]
- مون يي وون في دور وو سانغ هي، طبيبة أمراض جلدية.[19]
- بارك هي فين بدور نا هيون كيونغ، روائية ويب رومانسية.[20]
- بارك هيونغ سو في دور المحامي كوك هاي سيونغ.[21]
- لي جيون هييوك بدور المحقق جونغ كوك.[22]
- جو جونغ هيوك بدور كيم سونغ بيوم.[22]

### ظهور خاص
- لي كيو هيونغ.[23]

## المشاهدات
| الموسم | الموسم | رقم الحلقة | رقم الحلقة | رقم الحلقة | رقم الحلقة | رقم الحلقة | رقم الحلقة | رقم الحلقة | رقم الحلقة | رقم الحلقة | رقم الحلقة | رقم الحلقة | رقم الحلقة | المتوسط |
| الموسم | الموسم | 1          | 2          | 3          | 4          | 5          | 6          | 7          | 8          | 9          | 10         | 11         | 12         | المتوسط |
| ------ | ------ | ---------- | ---------- | ---------- | ---------- | ---------- | ---------- | ---------- | ---------- | ---------- | ---------- | ---------- | ---------- | ------- |
|        | 1      | 761        | 793        | 852        | 905        | 939        | 804        | 959        | 833        | 942        | 895        | 958        | 1110       | 896     |

| رقم    | تاريخ البث     | متوسط حصة الجمهور | متوسط حصة الجمهور |
| رقم    | تاريخ البث     | AGB Nielsen       | AGB Nielsen       |
| رقم    | تاريخ البث     | على الصعيد الوطني | سيئول             |
| ------ | -------------- | ----------------- | ----------------- |
| 1      | 5 نوفبمر 2021  | 3.300%            | 4.103%            |
| 2      | 6 نوفمبر 2021  | 3.196%            | 3.679%            |
| 3      | 12 نوفمبر 2021 | 3.574%            | 3.862%            |
| 4      | 13 نوفمبر 2021 | 3.324%            | 3.841%            |
| 5      | 19 نوفمبر 2011 | 3.542%            | 4.217%            |
| 6      | 20 نوفمبر 2021 | 3.084%            | 3.494%            |
| 7      | 27 نوفمبر 2021 | 3.539%            | 4.176%            |
| 8      | 28 نوفمبر 2021 | 3.291%            | 3.597%            |
| 9      | 3 ديسمبر 2021  | 3.740%            | 4.377%            |
| 10     | 4 ديسمبر 2021  | 3.263%            | 3.735%            |
| 11     | 10 ديسمبر 2021 | 3.543%            | 3.857%            |
| 12     | 11 ديسمبر 2021 | 4.185%            | 4.433%            |
| المعدل |                |                   |                   |

## الإنتاج

### صناعة
- تخطيط الإنتاج : إدارة منصة Tving ، كيم يونغ جيو (S.D).[26][27]
- فريق العمل : إستوديو دراغون.[28]

يقود المسلسل المخرج آهن جيل هو والكاتب هان سانغ وون، اللذان عملا معًا في سلسلة أو سي إن «المراقب» لعام 2019، عمل آهن جيل هو عمل على العديد من المسلسلات مثل: ذكريات الشباب ، ذكريات قصر الحمراء، والغابة السرية، بينما قام الكاتب هان سانغ وون بكتابة مسلسل الزوجة الجيدة، النسخة الكورية من المسلسل التلفزيوني الأمريكي لعام 2016.
إنه أول مشروع تمثيلي لـ بارك هيونغ سيك منذ تسريحه من الخدمة العسكرية في 4 يناير 2021.
عُقدت القراءة الأولى للسيناريو مع الممثلين في 7 مايو 2021، وبدأ التصوير في 11 مايو.

## روابط خارجية
- السعادة على الموقع الرسمي
- السعادة على هانسينما
- السعادة على موقع IMDb (الإنجليزية)
- السعادة على موقع نتفليكس (الإنجليزية)
- السعادة على موقع ليتربوكسد (الإنجليزية)
- السعادة على موقع كينوبويسك (الروسية)
- السعادة على موقع قاعدة بيانات الفيلم (الإنجليزية)